# Польща в Другій світовій війні

## Участь Польщі у Другій світовій війні
Участь Польщі у Другій світовій війні включає в себе:
- битви регулярних частин польської армії проти Німеччини 1 вересня — 6 жовтня 1939;
- підпільну і партизанську боротьбу на окупованій території Польщі (1939—1945).
- бойові дії польських військових частин у Західній Європі, Північній Африці та Південній Європі — спільно з англо-американськими військами (1939—1945);
- бойові дії польських військових частин у Східній Європі — спільно з радянською армією (1943—1945);
- участь польських громадян у радянському партизанському русі (1941—1944);
- визволення Польщі у 1944—1945 рр.
- зміни території Польщі після Другої світової війни у 1945—1951.

## Вересень— жовтень 1939 року

### Плани і сили сторін
В географічному і військовому відношенні у Німеччини були всі передумови для швидкої перемоги над Польщею. Німецькі землі — Східна Пруссія, Померанія і Сілезія оточували більшу частину Польщі з півночі і заходу. Німецька окупація Чехословаччини розширила райони стратегічного розгортання збройних сил Третього Рейху, дозволивши використовувати територію Словаччини.[джерело?]
Німецька група армій «Південь» (фон Рундштедт) складалася з 8-ї, 10-ї і 14-ї армій. Вона повинна була наступати з Сілезії в загальному напрямку на Варшаву (10-а армія — 2 танкові, 8 піхотних, 3 легкі дивізії, генерал-полковник фон Рейхенау). 14-а армія (2 танкові, 6 піхотних, 1 легка, 1 гірська дивізії, генерал-полковник Ліст) — в напрямку на Краків, її повинні були підтримувати збройні сили Словаччини. 8-а армія (4 піхотних дивізії, 1 полк військ СС, генерал-полковник Бласковіц) мала на меті Лодзь.
Німецька група армій «Північ» (генерал-полковник фон Бок) складалася з 3-ї (1 танкова, 5 піхотних дивізій, генерал-полковник фон Кюхлер) і 4-ї (1 танкова, 2 моторизовані, 6 піхотних дивізій, генерал-полковник фон Клюге) армій. Її мета — одночасним ударом із Східної Пруссії та Померанії розгромити польські сили в районі північної Вісли.
Все для війни проти Польщі були розгорнуті 44 німецькі дивізії (у тому числі 6 танкових і 2 моторизованих), 1-й повітряний флот (генерал авіації Кессельрінг) і 4-й повітряний флот (генерал авіації Лер) — всього близько 2 тис. літаків.
Головнокомандуючий польськими силами маршал Ридз-Смігли розраховував обороняти західний кордон Польщі і вести наступальні дії в Східній Пруссії.
На кордоні зі Східною Прусією були розміщені армія «Модлін» (4 піхотні дивізії і 2 кавалерійські бригади, а також в районі Сувалки — 2 піхотні дивізії і 2 кавалерійські бригади). У Польському коридорі — армія «Помор'я» (6 піхотних дивізій).
Проти Померанії — армія «Лодзь» (4 піхотні дивізії і 2 кавалерійські бригади).
Проти Сілезії — армія «Краків» (6 піхотних дивізій, 1 кавалерійська і 1 моторизована бригади).
За арміями «Краків» і «Лодзь» — армія «Пруссія» (6 піхотних дивізій і 1 кавалерійська бригада).
Південний кордон Польщі повинна була обороняти армія «Карпати» (з резервних з'єднань).
Резерви (3 піхотні дивізії і 1 кавалерійська бригада) перебували біля Вісли в районі Варшави та Любліна.
Всього у складі польських збройних сил було 39 піхотних дивізій, 2 моторизовані бригади, 11 кавалерійських і 3 гірські бригади.

### Бойові дії

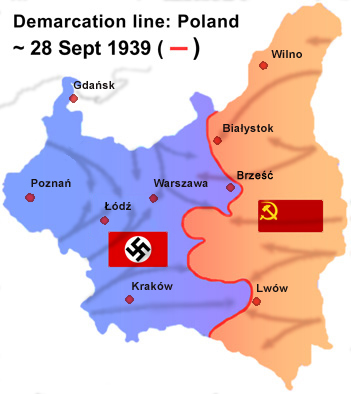
Розділ Польщі Радянським Союзом і Німеччиною

1 вересня 1939 року о 04:45 ранку, згідно з планом «Вайс», німецькі війська без оголошення війни розпочали наступ на всій протяжності німецько-польського кордону, а також з території Моравії та Словаччини. Лінія фронту становила близько 1600 км. Кілька хвилин потому навчальний лінкор «Шлезвіг-Гольштейн» почав обстріл польської військово-морської бази Вестерплятте у місті Данциг. Той обстріл вважається першими пострілами цієї війни. Почалася семиденна оборона Вестерплятте.
Проте вже в перші три дні кампанії польські збройні сили програли кілька битв у прикордонних областях. Німецькі моторизовані частини прорвали оборонні позиції польських армій «Лодзь» і «Краків».
У результаті ударів німецької авіації польська армія «Модлін» була дезорганізована і стала хаотично відступати на східний берег Вісли. Армія «Лодзь» не змогла утримати позиції на річках Варта і Видавка. Положення армій «Пруссія» і «Краків» також стало критичним.
3 вересня були вбиті близько 2000 громадян польського міста Бидгощ, німців за національністю. Досі не з'ясовано, хто стріляв у мирних жителів. За однією версією, це були польські партизани. За іншою версією, у місті відбулися зіткнення німецьких диверсантів, яким надали деяку підтримку місцеві жителі німецького походження, з частинами регулярної польської армії.
6 вересня польське верховне командування наказало військам «Помор'я», «Познань», «Лодзь» і «Пруссія» відступити на позиції на Віслі. У той же день столицю країни покинули президент Ігнацій Мосціцький і уряд Польщі, а Головний штаб перемістився в Брест.
8 вересня німецькі танки підійшли до Варшави. В цей же день маршал Ридз-Смігли наказав усім польським військам по можливості відходити на схід, щоб встановити оборону біля кордону з Румунією. Маршал сподівався, що в цьому лісовому регіоні, в умовах наступаючої осені, швидке просування моторизованих частин німців сповільниться. Крім того, маршал сподівався, що через Румунію підуть поставки озброєнь від західних союзників.
10 вересня ставка польського командування була переміщена у Володимир-Волинський. В цей же день польські армії «Познань» і «Помор'я» під командуванням генерала Кутржеби почали контрнаступ з рубежу річки Бзура. Спочатку він був успішним, але вже 12 вересня німці знову перейшли в наступ і завдали полякам тяжких втрат. Війська Кутржеби намагалися відступити до Варшави, але були оточені німцями.
12 вересня німецькі війська досягли Львова. 14 вересня почалися бої в Брестській фортеці (німці взяли фортецю 17 вересня).
16 вересня польські сили були оточені в районі Любліна.
У ніч на 17 вересня залишки армії «Познань» спробували прорватися через позиції німців, але лише небагатьом вдалося досягти Варшави і Модліна.
На світанку 17 вересня війська СРСР перетнули східну межу Польщі. Маршал Ридз-Смігли наказав польським військам, розташованих на кордоні з СРСР (17 піхотних батальйонів і 6 кавалерійських ескадронів) відходити до кордону з Румунією, не вступаючи в бої з Червоною Армією, крім випадків нападу з її боку. Всупереч цим наказом, оборона Гродно продовжувалась до 22 вересня, Львова до 23 вересня.
18 вересня президент, уряд і головнокомандувач збройними силами покинули територію Польщі. Тим не менш, бої тривали.
28 вересня, після сильних авіаударів і артобстрілів, капітулював гарнізон Варшави.
29 вересня припинилися бої в Модліні. 2 жовтня припинився опір поляків на півострові Хель.
6 жовтня капітулював останній осередок організованого польського опору в Коцці.
За сучасними оцінками, в ході бойових дій у вересні 1939 року польська армія втратила 66 тис. військовослужбовців убитими, 133 700 пораненими і близько 400 тис. полоненими. Втрати німецької армії склали близько 14 тисяч убитими і зниклими безвісти, 319 танків і бронемашин, 195 гармат і мінометів, 11 584 автомашин і мотоциклів.
Проте Польща не капітулювала, її уряд і частина збройних сил продовжили свою службу в еміграції.

## Польські збройні сили в еміграції

### Польські частини у Франції та Норвегії (1939—1940)
Польські військові частини у Франції почали формуватися після підписання 21 вересня 1939 року франко-польського протоколу.
Головнокомандувачем польськими силами у Франції став генерал Владислав Сікорський. Наприкінці 1939 року були сформовані польські 1-а і 2-а піхотні дивізії.
У лютому 1940 року була сформована окрема гірська стрілецька бригада (командир — генерал Зігмунт Бохуш-Шишко), яка була включена до складу англо-французьких експедиційних сил, намічених до відправки у Фінляндію для війни проти СРСР. Однак 12 березня 1940 року між Фінляндією та СРСР було укладено мир, і на початку травня 1940 року бригада була відправлена у складі експедиційного англо-французького корпусу в Норвегію для війни проти німців.
У Норвегії польська бригада успішно штурмувала зайняті німцями селища Анкенес і Ніборг, німці були відтіснені до шведського кордону. Після початку німецького наступу у Франції до червня 1940 року сили союзників покинули Норвегію.
Перебувала у Франції польська 1-а піхотна дивізія (3 травня 1940 р. перейменована в 1-у гренадерську дивізію під командуванням генерала Броніслава Духа була відправлена на фронт в Лотарингію. 16 червня польська дивізія була майже оточена німцями і отримала наказ французького командування відступити. 19 червня генерал Сікорський наказав дивізії відступати на південь Франції або, якщо вдасться, до Швейцарії. Однак цей наказ було важко виконати, і тому досягти півдня Франції вдалося тільки 2 тисяч поляків, у Швейцарії пішло близько тисячі. Точні втрати дивізії невідомі, але було вбито не менше тисячі поляків, ще не менше 3 тисяч поранено.
У Лотарингії також боролася польська 2-а піхотна дивізія (перейменована в 2-у стрілецьку дивізію під командуванням генерала Пругар-Кетлінга. 15 і 16 червня ця дивізія прикривала відхід французької 45-го корпусу до швейцарського кордону. Поляки перейшли у Швейцарію 20 червня і були інтерновані там до кінця Другої світової війни.
Крім піхоти, в польських збройних силах у Франції була 10-та броне-кавалерійська бригада під командуванням генерала Станіслава Мачека. Вона перебувала в Шампані і з 13 червня прикривала відхід двох французьких дивізій. Потім за наказом бригада відступила, але 17 червня була оточена. Зумівши прорватися через німецькі лінії, бригада була евакуйована в Британію.
Крім того, у бойових діях у Франції брали участь кілька польських протитанкових рот, доданих французьким піхотним дивізіям.
Польські 3-я і 4-та піхотні дивізії в червні 1940 р. були в стадії формування та не брали участь в боях. Всього в кінці червня 1940 польські збройні сили у Франції налічували близько 85 тисяч.
Коли поразка Франції стало очевидним, головнокомандувач польськими силами вирішив евакуювати їх у Британію. 18 червня 1940 генерал Сікорський вилетів до Англії. На зустрічі в Лондоні він запевнив британського прем'єр-міністра Вінстона Черчілля, що польські війська не збираються здаватися німцям і хочуть воювати до повної перемоги. Черчілль розпорядився про організацію евакуації польських військ у Шотландію.
У підсумку евакуюватися в Британію вдалося 17 тисяч польських солдатів і офіцерів.

### Польські частини в Сирії, Єгипті та Лівії
У квітні 1940 в Сирії була сформована польська Карпатська стрілецька бригада під командуванням полковника Станіслава Копанського (з польських солдатів і офіцерів, що відступили через Румунію), яка в подальшому поповнювалася за рахунок колишніх військовослужбовців вермахту польської національності — дезертирів і військовополонених.
Після здачі французьких військ в Сирії німцям, французьке командування наказало здатися в німецький полон і полякам, однак полковник Копанський не підкорився цьому наказу і повів польську бригаду в британську Палестину.
У жовтні 1940 бригада була передислокована в Єгипет.
У жовтні 1941 польська Карпатська бригада була висаджена в оточеному німцями лівійському містечку Тобрук, щоб допомогти в обороні 9-й австралійській піхотній дивізії. У грудні 1941 союзні війська вдарили по німецьким та італійським військам, 10 грудня облога Тобрука була припинена. 14-17 грудня 1941 польська бригада брала участь у битві в районі Газали (в Лівії). З 5 тисяч бійців поляки втратили убитими і пораненими понад 600.

### Польські частини в Британії

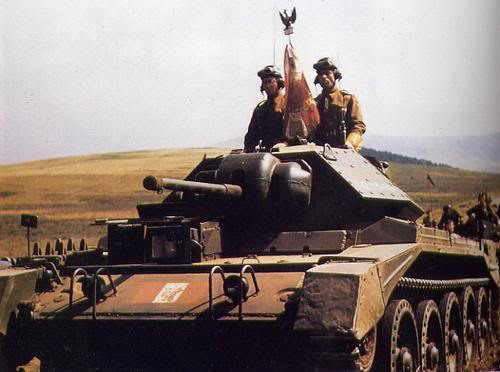
Танк «Crusader Mk II» 1-ї польської танкової дивізії в Хаддінгтоні, Шотландія. 1943

У серпні 1940 британський прем'єр-міністр Черчілль підписав польсько-британську військову угоду, що дозволяла польським військам дислокуватися в Британії. Польські збройні сили в Британії отримали такий же статус, як і війська країн Британської співдружності, і отримали право на формування нових польських частин.
До кінця серпня 1940 польські сухопутні сили в Британії складалися з 5 стрілецьких бригад (3 з них були укомплектовані практично лише командним складом, через нестачу рядових).
28 вересня 1940 польський головнокомандувач генерал Сікорський віддав наказ про формування 1-го польського корпусу.
У жовтні 1941 4-а стрілецька бригада була переформована в 1-у окрему парашутну бригаду під командуванням полковника Сосновського). У лютому 1942 почалося формування польської 1-ї танкової дивізії під командуванням генерала Мачека).
Після загибелі генерала Сікорського в 1943 році, головнокомандувачем польськими військами став генерал Сосновський.

### Польські частини в Югославії
Деякі польські військові брали участь у боях проти Німеччини та її союзників на території Югославії: при підтримці польської громади Боснії і Герцеговини у партизанській Народно-визвольної армії Югославії був сформований 5-й польський батальйон 14-ї центральнобоснійської бригади.

### Польські частини в СРСР (1941—1942)

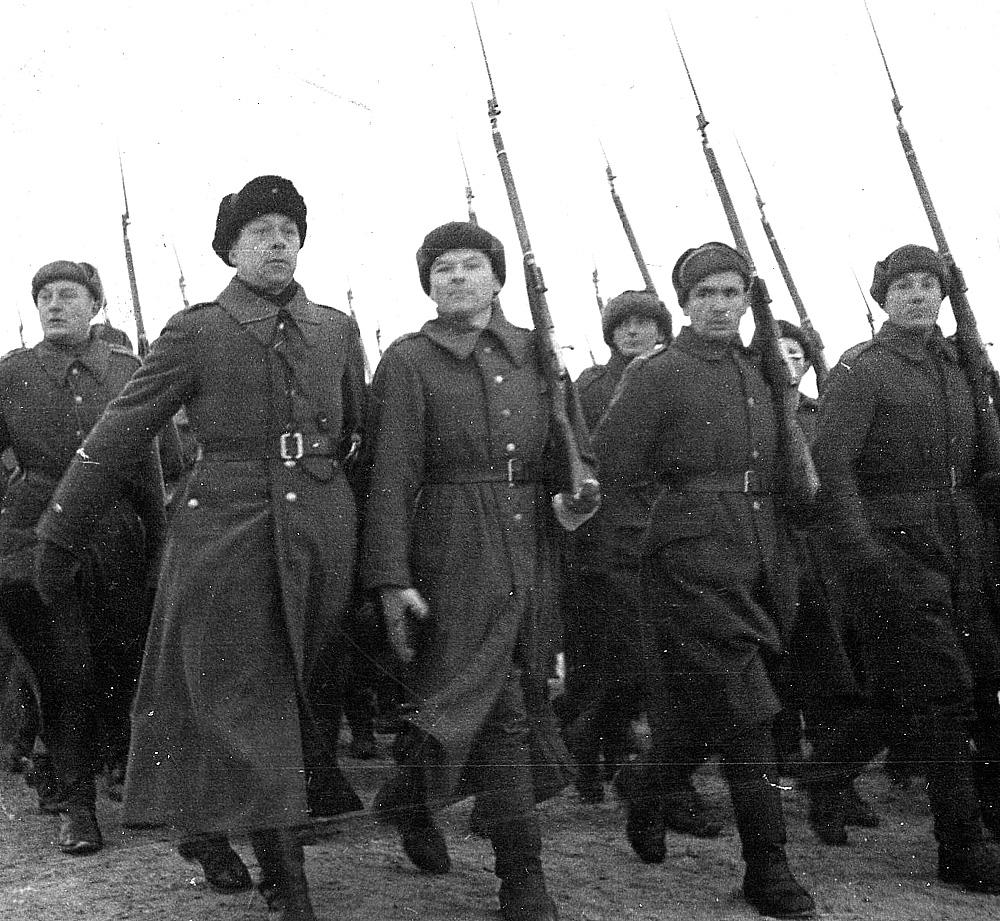
Парад польських частин «армії Андерса» в Бузулуці, грудень 1941

22 червня 1941 року з ініціативи підполковника Зигмунта Берлінга тринадцять офіцерів польської армії (в тому числі полковник і 4 підполковника) направили уряду СРСР колективний лист з проханням надати їм можливість взяти участь у війні з Німеччиною.
30 липня 1941 року в Лондоні посол СРСР у Великій Британії В. М. Майський і польський прем'єр Ст. Сікорський підписали угоду про відновлення дипломатичних відносин та взаємодопомозі у боротьбі з Німеччиною, який передбачав створення польських військових частин на території СРСР.
6 серпня 1941 року командувачем польською армією в СРСР був призначений генерал Владислав Андерс (звільнений 4 серпня 1941 року).
12 серпня 1941 року Президія Верховної Ради СРСР видав указ про амністію для польських громадян на території СРСР.
14 серпня 1941 року було підписано військову угоду, яка передбачала створення в найкоротший термін на території СРСР польської армії для боротьби проти гітлерівської Німеччини спільно з військами СРСР та інших союзних держав. Згідно з угодою, загальна чисельність польських військових частин в СРСР була визначена в 30 тис. військовослужбовців. Для підготовки польської армії СРСР надав польській стороні безвідсоткову позику в розмірі 65 млн. рублів (згодом збільшену до 300 млн рублів). Крім того, СРСР надав польській стороні безвідсоткову позику у розмірі 100 млн рублів для надання допомоги польським біженцям на території СРСР, а також виділив додаткові 15 млн рублів як безповоротну допомогу офіцерському складу формованої польської армії.
4 грудня 1941 року була підписана Декларація уряду СРСР і уряду Польської Республіки про дружбу і взаємну допомогу, відповідно до якої уряд Ст. Сікорського знову підтвердила зобов'язання «вести війну з німецькими розбійниками рука об руку з радянськими військами». Також була досягнута домовленість про збільшення загальної чисельності польської армії в СРСР з 30 тис. до 96 тис. чол.
З початку 1942 року на перший план висувається питання про терміни відправлення польських дивізій на фронт. У лютому 1942 року уряд СРСР звернувся до польської сторони з проханням про відправлення на фронт 5-ї піхотної дивізії, навчання якої до цього часу було завершене. Ст. Андерс відкинув можливість введення в бій однієї окремої дивізії, ухвалене ним рішення підтримав Ст. Сікорський.
У березні 1942 року уряд СРСР повідомив, що у зв'язку з ускладненням становища з продовольством в СРСР, кількість продовольчих пайків для польських військових частин в СРСР, які не беруть участі у бойових діях, буде зменшено до 44 тисяч.
Наприкінці березня 1942 року був проведений перший етап евакуації в Іран армії Андерса — СРСР покинули 31 488 військовослужбовців польської армії і 12 400 цивільних осіб.

## Боротьба в окупованій Польщі

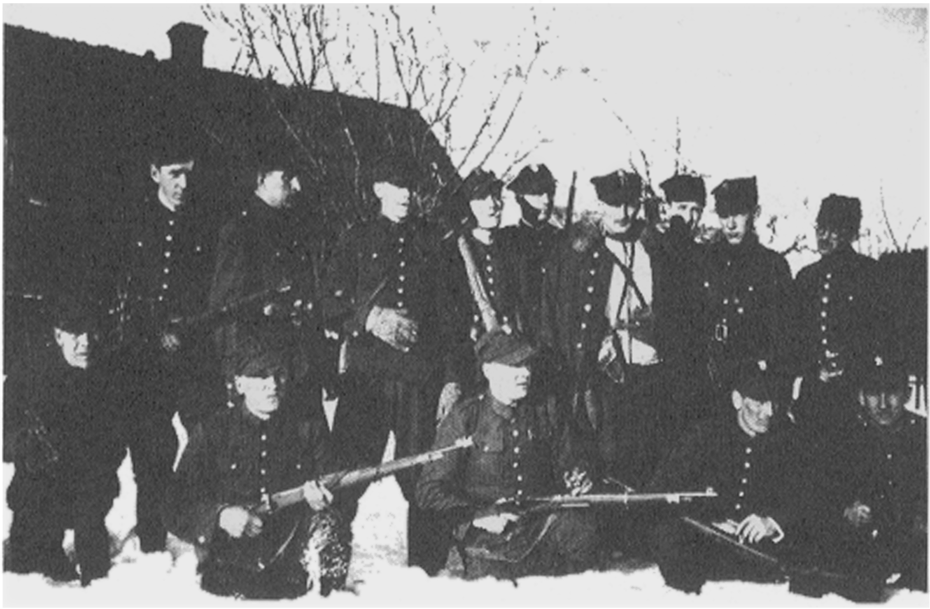
польські партизани з загону Генріха Добжанського («Губали»), 1940 рік

Опір поляків почався вже в перші дні німецької окупації. У цей час на території країни діяли кілька озброєних загонів і груп військовослужбовців розбитої польської армії, які вирішили продовжувати збройну боротьбу проти німецьких окупантів. В їх числі були: загін під командуванням майора Генріха Добжанського («Губали»), який діяв у Свентокшиських лісах; загін Казика Демб'яка; загін Владислава Ясинського («Ендруся»), що діяв в околицях Сандомира; загін Людвіка Квятека, який діяв у повіті Ілжа; загін Коссака, який діяв у Яновських лісах, а також кілька дрібних груп солдатів у Тухольскому бору, районі Седльце, Венгрув і Вишкув. Надалі одні з цих загонів були знищені німцями, інші розпалися, а треті увійшли до складу підпільних організацій.
Тоді ж починається формування перших підпільних організацій.
- наприклад, вже у вересні 1939 року за розпорядженням польського військового командування були створені "Таємна військова організація (Tajna Organizacja Wojskowa, TOW), «Служба перемоги Польщі» та ін.
- паралельно, створенням конспіративних структур займалися керівництво та активісти низки військово-спортивних, громадських та молодіжних організацій: наприклад, Спілкою польських харцерів була створена таємна молодіжна організація «Сірі шеренги»
- не залишилися осторонь і політичні партії, які також почали створення збройних формувань:

- наприклад, партією «Стронніцтво народове» була створена «Народна військова організація» («Narodowa Organizacja Wojskowa, NOW»);
- кілька організацій були створені польськими соціалістами і комуністами: «Товариство друзів СРСР», організація комуністів Варшави «Молот і серп», «Пролетар», «Робітнича гвардія», «Загальнолодзинский комітет саботажу», «Робітничо-селянська бойова організація» («РХОБ»), «Спартакус», «PWOR» («Polska Wojskowa Organizacja Rewolucyjna») та ін.
- на початку 1940 року активістами Народної партії була створена «Селянська варта» («Chłopska Straż»), на основі якої згодом були сформовані «Батальйони хлопські».
- кілька організацій були сформовані правими і націоналістичними силами: зокрема, «Військова організація союзу ящірок» і «Polska Organizacja Zbrojna»…

В середині 1941 року починаються процеси консолідації підпільних структур, які тривають в 1942 році:
- так, в результаті об'єднання кількох організацій лівих та комуністичних сил наприкінці 1941 року була створена організація «Союз визвольної боротьби», а в січні 1942 року — Гвардія Людова.
- у лютому 1942 року на основі раніше існуючого «Союзу збройної боротьби» була створена Армія крайова, під командуванням генерала С. Ровецька. Її керівники припускали, що до складу АК повинні увійти всі польські підпільні організації руху Опору, але на практиці цього не сталося.
- влітку-восени 1942 року польськими націоналістами були створені «Народове сили збройнє» (NSZ)…

У другій половині 1942 року активізується партизанський рух та інші форми збройної боротьби з окупантами (зокрема, влітку 1942 року було створено партизанські загони Гвардії Людової).
В 1943 році опір окупантам зростає, набуває активніших форм і стає все масовішим, проте одночасно з процесом консолідації антифашистських сил починається їх внутрішнє розмежування.
- Гвардія Людова, частина загонів БХ і деякі інші групи лівої і соціалістичної орієнтації активізують збройну боротьбу з німецькими окупантами і в своїй діяльності орієнтуються на співробітництво з СРСР;
- Армія крайова продовжує діяти у відповідності з директивами емігрантського уряду в Лондоні. У 1943 році у складі АК починається створення партизанських загонів.
- націоналістичні сили (зокрема, NSZ) активізують боротьбу проти політичних супротивників і все більше схиляються до співпраці з гітлерівцями.

1 січня 1944 року була створена Армія Людова, до складу якої увійшли загони Гвардії Людової, частини Батальйонів хлопських, загони народно-робітничої міліції Партії польських соціалістів, а також окремі підрозділи і бійці Армії крайової.

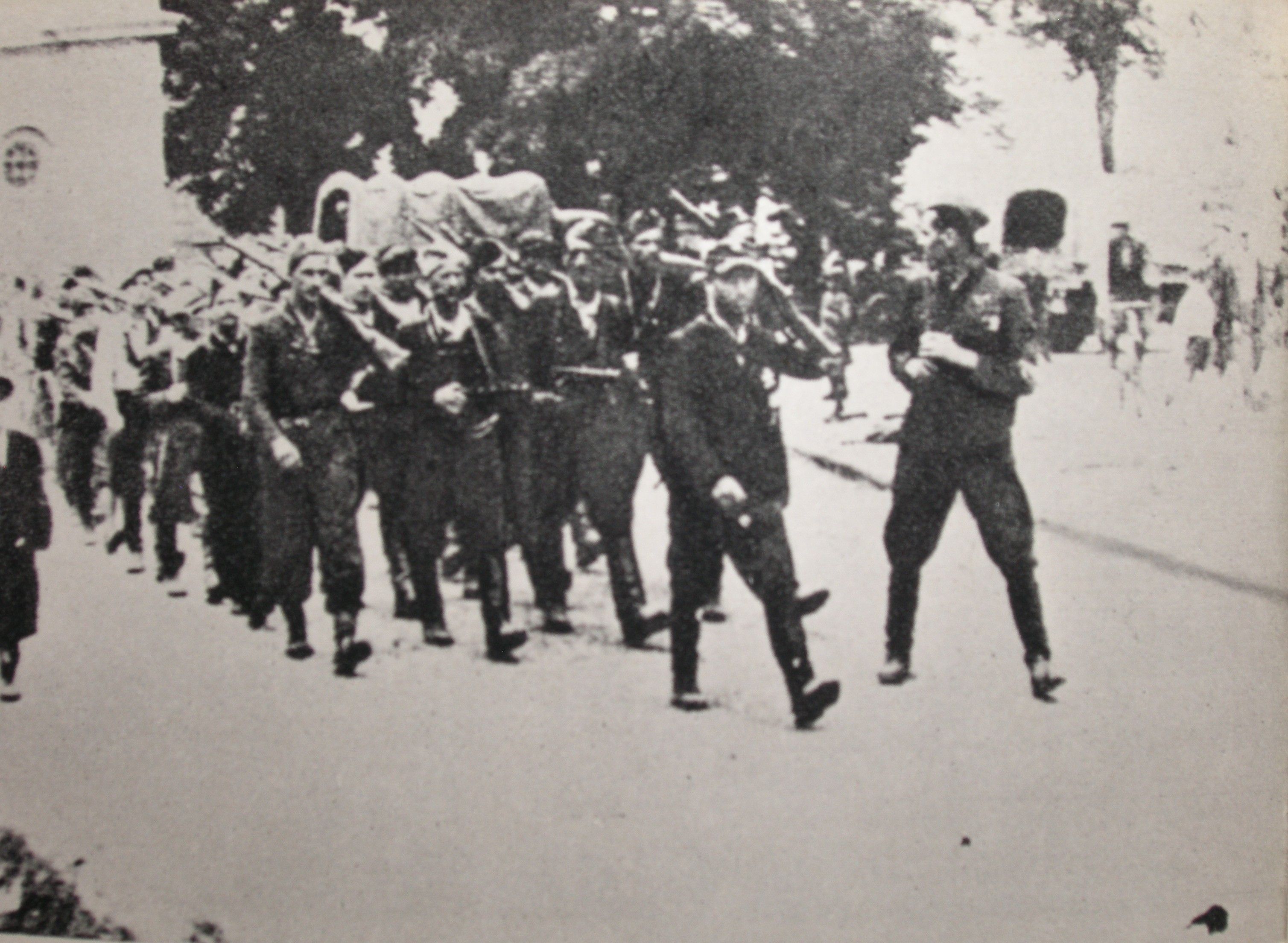
Частини Армії Крайової входять в Замосць.1944

Армія крайова у 1944 році провела серію збройних виступів під назвою «План „Буря“», метою яких було встановлення контролю над містами у Польщі до вступу в них радянських військ. В ході операції сили АК понесли значні втрати.
Найбільшою збройною акцією польського підпілля в 1944 році стало організоване АК Варшавське повстання (в повстанні взяли участь бійці Армії Людової та інших організацій антинацистського опору).
Варшавське повстання у військовому відношенні було спрямоване проти німців, політично — проти СРСР, Польського комітету національного визволення і демонстративно — проти політики західних союзників.
Повстання почалося 1 серпня 1944 року. За різними підрахунками, у повстанні взяло від 23 до 50 тис. активістів АК, на озброєнні яких було кілька тисяч одиниць зброї (в основному, легкої стрілецького), а також деяку кількість зброї кустарного виробництва, саморобних гранат і запалювальних бомб. Повстанцям вдалося зайняти декілька районів міста, однак німці зуміли утримати за собою важливі об'єкти, арсенали, і зберегли контроль над транспортними вузлами. Надалі німецький гарнізон був посилений з 20 до 45-50 тис. чоловік і після 4 серпня німці перейшли в контрнаступ. Рокоссовський (за кілька годин до початку повстання у Варшаві) був змушений віддати наказ 2-й танковій дивізії, що  наступала на місто, перейти до оборони. Зі свого боку, Сталін залишив без уваги план Жукова — Рокоссовського, що передбачав відновлення наступу після перегрупування, а після звернення «лондонський уряд» У. Черчілля не дозволив використовувати радянські аеродроми для допомоги повстанцям. (Насправді 9 вересня 1944 року СРСР погодився надати повітряний коридор і 18 вересня 1944 року в рамках операції «Френтик» була проведена акція по скиданню військових вантажів, у якій брали участь 105 американських бомбардувальників і 62 винищувачі. Основна частина скинутих вантажів опинилася у німців. Надалі вильоти на Варшаву з метою постачання повсталих західними союзниками не здійснювалися).
Після 1 серпня сили повстанців були ізольовані в окремих осередках опору (Старе Місто, центр, Мокотов, Жолібож). До 30 вересня німці придушили опір у всіх великих осередках. 2 жовтня 1944 року командувач сил АК у Варшаві генерал Т. Бур-Коморовський підписав капітуляцію. Повстанці втратили 15,2 тис. убитими і 5-6 тис. пораненими, ще 15 тис. були взяті в полон. Жителі Варшави були депортовані з міста: частина була направлена до концтабору, частина — в трудові табори. Німецькі архівні дані свідчать, що військові формування втратили безповоротно 1 танк T-V і 2 САУ Hetzer, поліцейські підрозділи і колабораціоністські військові формування втратили безповоротно кілька танків. Майже всі пошкоджені танки і САУ евакуювали і ремонтували (деякі танки і САУ ремонтували кілька разів). За версією польської сторони, знищені 290 танків, САУ і броньовиків.
Німецькі архівні дані свідчать, що всі формування Третього Рейху втратили близько 3 000 загиблих і померлих від ран і близько 12 000 поранених. Втрати групи фон Дем Баха, включаючи тільки громадян Третього рейху і козаків, становили 9044 осіб, у тому числі 1570 убитих. Підрахунок загальних втрат Третього Рейху в бойових діях у Варшаві з 1947 року заснований на відвертій фальсифікації німецьких втрат до рівня 17 000 убитих і 9000 поранених. Ця та аналогічна «інформація» часто трапляється в ЗМІ, в підручниках історії, в сучасних працях Інституту національної пам'яті, ряду істориків і публіцистів, у Музеї Варшавського повстання.
Німці жорстоко придушили повстання, на 70 % знищивши місто і його жителів.
Сукупно партизанські загони АК, що діяли з 1943 року, взяли участь у більш ніж 170 бойових сутичках із німцями, знищивши понад 1000 німців. Також АК активно займалася розвідувальною діяльністю (у тому числі в інтересах західних союзників). Активісти АК займалися саботажем і диверсіями, вони організували підрив 732 поїздів, знищили близько 4,3 тис. автомашин, підірвали 40 залізничних мостів, здійснили близько 25 тис. диверсійних акцій на військових заводах і звільнили ув'язнених із 16 в'язниць. Серед досягнень слід назвати:
- збір даних про розташування фабрик із виробництва бензину (Операція «Синтез»);
- збір даних про розробки ракетних снарядів «Фау-1» і «Фау-2» та їх випробування на полігоні Пенемюнде;
- вбивство ряду високопоставлених функціонерів німецької окупаційної адміністрації (зокрема, ними був убитий бригадефюрер СС Франц Кучера).

Крім того, в період з 28 червня 1944 до 30 травня 1945 року членами АК було вбито 594 і поранено 218 радянських військовослужбовців. Загалом членами АК було вбито близько 1000 радянських військовослужбовців.
Підрозділи Гвардії Людової в 1942—1943 роки провели понад 1400 операцій (у тому числі 237 боїв), ними були знищені 71 німецький офіцер, 1355 жандармів і поліцейських, 328 німецьких агентів; у результаті диверсій на залізницях вони пустили під укіс 116 товарних і 11 пасажирських ешелонів, зруйнували 9 протяжних ділянок залізниць і призупинили рух на 3137 годин; знищили і вивели з ладу 132 автомашини і 23 локомобіля; зруйнували і спалили 13 мостів, 36 залізничних станцій, 19 поштових відділень, 292 волосні управління, 11 фабрик і промислових підприємств, 4 паливні склади з пальним і нафтопродуктами, 9 пунктів таврування худоби, а також ряд інших об'єктів.
1 січня 1944 року Крайова Рада Народова ухвалила рішення про розформування Гвардії Людової, яка увійшла до складу Армії Людової.
Протягом 1944 року підрозділи Армії Людової провели 904 бойових операції (в тому числі, 120 великих боїв); зруйнували 79 шосейних і залізничних мостів і 55 залізничних станцій, організували аварію 322 ешелонів; знищили понад 19 тис. гітлерівців, 24 танки, 191 автомашину, 3 літаки, 465 паровозів і 4000 вагонів.

## Польська армія в СРСР (1943—1945)
В травні 1943 року, з ініціативи «Союзу польських патріотів» і за підтримки з боку радянського уряду на території почалося формування нових польських військових частин: спочатку 1-ї польської піхотної дивізії ім. Т. Костюшко, а пізніше — й інших польських військових частин і підрозділів. Командиром першої польської дивізії був призначений полковник Зигмунт Берлінг (колишній начальник військового табору Армії Андерса в Красноводські), політруком — Олександр Завадський. У червні 1943 року формування дивізії було завершено, 15 липня 1943 року бійці дивізії склали військову присягу
10 серпня 1943 року був створений 1-й польський корпус, до складу якого увійшли вже існуючі польські військові частини:
- 1-я польська піхотна дивізія
- 1-й польський танковий полк ім. Героїв Вестерплятте
- 1-й винищувальний авіаційний полк «Варшава»

В цей же день командування визначило Берлінгу звання генерала і призначив його командувачем польським корпусом.
1 вересня 1943 1-а польська піхотна дивізія була відправлена на фронт, вона вступила в оперативне підпорядкування 33-ї армії Західного фронту.
12 — 13 жовтня 1943 року під Леніно Могилевської області польські частини вступили в перший бій із противником. У ході боїв дивізія зазнала істотних втрат і була відведена в тил для поповнення особовим складом.
У січні 1944 року польський корпус був відправлений у район Смоленська. 13 березня 1944 Ставка вирішила розгорнути польський корпус у 1-й армії Війська Польського. Для цього корпус був передислокований в Україну, в район міста Суми, тут чисельність польської армії була доведена до 78 тисяч.
Влітку 1944 року до складу 1-ї армії входили 4 піхотні й 1 зенітно-артилерійська дивізії, 1 бронетанкова, 1 кавалерійська, 5 артилерійських бригад, 2 авіаполки та інші частини. Чисельність особового складу в цей час становила близько 90 000 чоловік.
Станом на 22 липня 1944 року загальна чисельність 1-ї армії Війська Польського становила 100 тис. військовослужбовців (у тому числі, понад 60 тис. — у бойових частинах та підрозділах), крім того, в радянських військово-навчальних закладах проходили навчання 2554 офіцера і понад 600 льотчиків. На озброєнні 1-ї армії Війська Польського перебували 61 626 шт. гвинтівок і автоматів; 3714 кулеметів і ПТР; 1513 шт. гармат і мінометів; 217 танків, САУ і бронемашин; 3011 автомашин; 219 тягачів; 171 мотоцикл; 66 літаків і 779 радіостанцій.
20 липня 1944 року артилерія 1-ї армії Війська Польського підтримувала вогнем частини 69-ї армії під час форсування Західного Бугу. В цей же день перші польські воїни ступили на польську землю. Протягом трьох наступних днів на західний берег Бугу переправилися основні сили 1-ї польської армії. В кінці липня — початку серпня 1944 року 1-а польська армія знаходилася на стику 8-ї гвардійської армії та 69-ї армії, вона брала участь в боях з підрозділами 4-ї німецької танкової армії, наступ на Холм і Люблін, звільнення Демблина і Пулави (Пулавский плацдарм).
1-а польська танкова бригада брала участь в обороні Студзянского плацдарму на західному березі Вісли на південь від Варшави. У триденних оборонних боях на лінії Магнушев — Ричевул — фільварок Студзянка польські воїни знищили близько 1500 військовослужбовців супротивника, 2 танки «тигр», 1 танк «пантера», 12 танків T-IV, один танк T-III, 8 САУ, 9 бронетранспортерів, 11 75-мм гармат і 16 протитанкових рушниць.
28 липня 1944 року частини 1-ї армії Війська Польського зайняла бойові позиції на східному березі Вісли і отримали наказ маршала Рокоссовського форсувати річку. В ніч на 1 серпня це спробувала зробити 2-а польська дивізія. В результаті одна рота переправилася через Віслу, ще одна рота змогла досягти одного з острівців посеред річки. Всі частини, які намагалися форсувати Віслу, понесли важкі втрати.
Вдень 1 серпня через Віслу намагалися переправитися 1-а і 2-а польські піхотні дивізії. В результаті 2-й полк 1-ї дивізії був практично повністю знищений. 2 серпня армія не намагалася наступати, оскільки всі 9 спроб форсування Вісли закінчилися невдачею. 3 серпня спроби 2-ї дивізії переправитися були зупинені німецькою артилерією.
10 вересня 1944 року радянські і польські війська перейшли у наступ в районі Варшави і 14 вересня оволоділи Прагою — передмістям Варшави на східному березі Вісли. Безпосередньо після завершення боїв у районі Праги (передмістя Варшави), частини 1-ї армії Війська Польського зробили спробу переправитися на західний берег Вісли з метою надати допомогу повсталим.
В ніч з 15 на 16 вересня 1944 року в районі Саска-Кемпи почалася переправа частин 3-ї піхотної дивізії Війська Польського. Незважаючи на запеклий опір супротивника, десантна операція тривала до 19 вересня 1944 року і була припинена у зв'язку з важкими втратами. 23 вересня 1944 року була проведена евакуація раніше переправлених частин Війська Польського, а також групи приєдналися до них повстанців на східний берег Вісли. В ході операції загальні втрати Польського Війська склали 3764 солдатів і офіцерів, у тому числі 1987 чол. убитими на західному березі Вісли (1921 військовослужбовців 3-ї піхотної дивізії Війська Польського і 366 військовослужбовців 2-ї дивізії Війська Польського), втрати пораненими склали 289 військовослужбовців.
12 січня 1945 року розпочався новий радянський наступ, в якому брала участь 1-а польська армія. 16-17 січня 1945 року була звільнена Варшава, яку німці перетворили в руїни.
Наприкінці січня 1945 року 1-а польська армія (93 тисячі осіб) дислокувалася в Померанії. У лютому вона перейшла в наступ.
У лютому-березні 1945 року 1-а польська армія протягом десяти днів вела запеклі бої за місто Кольберг, якому гітлерівське командування визначило статус фортеці. 18 березня 1945 року частини 1-ї армії Війська Польського встановили контроль над містом. В боях за Кольберг німецькі війська втратили 5000 військовослужбовців убитими і 6992 полоненими.
13 квітня 1945 року частини 1-ї польської армії досягли річки Одер.
В січні 1945 року було завершено формування 2-ї армії Війська Польського. Вона була перекинута до річки Нейсе, яку форсувала 17 квітня. На наступний день німецькі війська під командуванням фельдмаршала Шернера, які йшли на захист Берліна, частково відкинули, частково оточили частини 2-ї польської армії.
20 квітня німецькі війська залишили позиції на західному березі Одеру і стали відступати на захід.
У Берлінській наступальній операції взяли участь 1-а і 2-а армії Війська Польського, у складі яких до цього часу налічувалося 36 частин і з'єднань загальною чисельністю 185 тис. чол. (в тому числі, 10 піхотних дивізій, 14 полків і 20 окремих батальйонів), 3 тисячі гармат і мінометів, 508 танків і САУ, 320 літаків.
Внесок польських вояків у перемогу отримав високу оцінку: більше 5 тисяч військовослужбовців і 23 з'єднання і частини Війська Польського були нагороджені радянськими орденами, 13 разів Військо Польське було зазначено у наказах Верховного Головнокомандувача Збройними Силами СРСР (при цьому, всього за період Великої Вітчизняної війни було видано 373 вдячних наказів, і ще 5 наказів були видані за війну з Японією). Найкращі вояки Польського Війська брали участь у Параді Перемоги на Красній площі 24 червня 1945 року.
У травні-червні 1945 р. Польське Військо налічувало близько 400 000 чоловік. Воно було найбільшою регулярної військової силою, яка билася разом з радянськими військами. У складі Війська Польського (1-а, 2-а армії і Резерв Головного командування) було 2 армійських управління, 1 танковий корпус; 14 піхотних, 1 артилерійська і 3 зенітні артилерійські дивізії; 10 артилерійських, 1 мінометну, 1 мотострілецька, 5 інженерно-саперних, 1 кавалерійська і 2 окремі танкові бригади, 4 авіаційні дивізії, а також ряд спеціальних, допоміжних і тилових частин і кілька військово-навчальних закладів. На озброєнні було 4 тис. гармат і мінометів, 400 танків і САУ, 600 літаків і 8 тис. кулеметів.
У цілому, протягом війни СРСР передав у Військо Польське 302 994 гвинтівок і карабінів, 106 531 автомат, 18 799 ручних і станкових кулеметів, 6768 протитанкових рушниць, 4806 мінометів, 3898 гармат, близько 1000 танків і САУ, 1200 літаків, 1800 автомашин і значну кількість іншого спорядження та військового майна, а також забезпечував постачання Польського Війська обмундируванням, продовольством, боєприпасами, пальним та медикаментами.

## Участь польських громадян у радянському партизанському русі (1941—1944)
Польські громадяни брали активну участь у радянському партизанському русі на окупованій території СРСР.
У радянському партизанському русі на території БРСР взяли участь 2500 поляків, з них 703 були нагороджені радянськими урядовими нагородами.
У радянському партизанському русі на території УРСР брали участь 2000 поляків.
З 9187 встановлених поіменно радянських партизан і підпільників, які діяли на території Литовської РСР (особистість частини загиблих у початковий період війни залишилася не встановленої) 3,5 % за національністю були поляками.
- наприклад, до складу радянської підпільної організації «Союз активної боротьби», що виникла на початку 1942 року у Вільнюсі, увійшли польський комуніст Я. К. Пшевальский і ще кілька польських антинацистів.

Крім того, поляки брали участь у радянському партизанському русі на території інших республік СРСР:
- наприклад, активістами радянської підпільної організації, яка діяла в селищі Сеща Брянської області РРФСР були поляки Януш Пшимановский, Вацек Мессьяш, Ян Маньковський, Ян Тіма і Стефан Горкевич (військовослужбовці німецької військової частини L50485A, що здійснювала військово-будівельні роботи на аеродромі в районі селища)
- до складу підпільної групи, що діяла у залізничних майстернях Даугавпілса, входили поляки Казимир Лаздовский і його син, теж Казимир Лаздовский

Загалом у радянському партизанському русі на окупованій території СРСР взяли участь 5 тисяч поляків. За участь в антинімецькій боротьбі в підпіллі та партизанських загонах на території СРСР радянськими урядовими нагородами були нагороджені 993 польських громадян.

## Диверсійна діяльність в Німеччині
У грудні 1942 року на німецькій території почала діяти польська диверсійна група «Zagra-Lin» з 18 чоловік, що знаходилася в підпорядкуванні лондонського уряду. У лютому 1943 року вони влаштували вибух на вокзалі Фрідріхштрассе, пізніше — вибух на Берлінської міської залізничної лінії, а в квітні 1943 року — вибух на центральному залізничному вокзалі Берліна. Вибухи мали значний суспільний резонанс, крім того, в результаті вибухів було завдано шкоди об'єктах залізничної інфраструктури і вбито і поранено кілька німців. На початку червня 1943 група була виявлена гестапо і надалі — ліквідована німецькими спецслужбами і поліцією.